# Psilocybe alpina
Psilocybe alpina es una especie de hongo de la familia Strophariaceae. del orden de los Agaricales y de la división de los Basidiomycota. Etimológicamente: Psilocybe viene del gr. psilós que significa liso, desnudo, calvo, y kýbe que significa cabeza, píleo, es decir significa “por carecer de ornamentación en el píleo” (aunque no sucede así en todas las especies del género).

## Clasificación y descripción
Cuando se habla del género Psilocybe, normalmente se piensa en una especie alucinógena, sin embargo, el Dr. Gastón Guzmán pionero mexicano en el estudio de los hongos, clasificó a las especies de acuerdo a características particulares que las separan en especies alucinógenas y no alucinógenas. Esta especie pertenece a la familia Strophariaceae al orden Agaricales. Macroscópicamente se distingue porque tiene el Píleo de 5-18 mm de diámetro, convexo a plano-convexo, glabro, liso, subhigrófano, de color café-rojizo obscuro a café-amarillento pálido. Láminas adherentes, de color café pálido a café purpúreo, con los márgenes blanquecinos. Estípite de 2-5 x 0.1-0.3 cm, cilíndrico, uniforme, de color grisáceo pálido a café rojizo, fibriloso, con micelio blanco en la base. Velo aracnoide, blanco, deja restos apendiculares en el margen del píleo y en el estípite a manera de un pseudoanillo. Contexto blanquecino a café pálido o café rojizo en las partes viejas y maltratadas. Microscópicamente tiene: Esporas de (8-)9-11(-12) x (5-)5.5-7 x 5-5.5 µm, subromboides o a veces subhexagonales en vista frontal, subelipsoides lateral, con pared de 1 µm de grosor o más, de color café amarillento, con un ancho poro germinal y un corto apéndice hilar en vista frontal. Basidios de 23-40 x 7-9 µm, tetraspóricos, hialinos, ventricosos, con una ligera constricción central. Pleurocistidios ausentes. Queilocistidios de 27-41 x (4-)5-7 µm, abundantes, hialinos, cilíndrico-sublageniformes, a veces moniliformes y submucronados. Subhimenio subcelular, con elementos globosos y las paredes fuertemente incrustadas de pigmento de color café amarillento pálido. Trama himenoforal regular, con hifas de 5.5-7 µm de ancho, hialinas, algunas con pigmento de color café amarillento incrustado en las paredes. Película del píleo gelatinosa, con hifas de 1.5-3 µm de ancho, hialinas o algunas con incrustaciones de color café pálido. Fíbulas comunes.

## Distribución
Esta especie solo se ha citado de Veracruz en la falda oriental del Pico de Orizaba, municipio La Perla a 3300msnm.

## Ambiente terrestre
Gregario en suelo mezclado con estiércol, en un bosque perturbado de Pinus hartwegii Lindl.

## Estado de conservación
No está enlistada en la NOM-059 y tampoco evaluada en la UICN. Se conoce muy poco de la biología y hábitos de los hongos, por eso la mayoría de ellos no se han evaluado para conocer su estatus de riesgo (Norma Oficial Mexicana 059).